# Eragrostis ferruginea
Eragrostis ferruginea là một loài thực vật có hoa trong họ Hòa thảo. Loài này được (Thunb.) P.Beauv. mô tả khoa học đầu tiên năm 1812.